# えんしゅう (多用途支援艦)
えんしゅう（ローマ字：JS Enshu, AMS-4305）は、海上自衛隊の保有する多用途支援艦で、ひうち型多用途支援艦の5番艦（最終艦）。諸外国海軍の 航洋曳船（オーシャンタグ）に相当する。
本記事は、本艦の艦暦について主に取り扱っているため、性能や装備等の概要についてはひうち型多用途支援艦を参照されたい。

## 概要
この艦級における艦名は灘の名前に由来しており、「えんしゅう」は遠州灘に由来する。
武装として、艦橋上両舷に12.7mm機関銃用銃架が設置されている。なお、12.7mm機関銃は搭載火器扱いであり、常時銃架に設置されているわけではなく、必要に応じて設置される。
ひうち型は前期建造艦と後期建造艦で装備が異なるが、「えんしゅう」は後期建造艦であるため、外洋行動時の運用性・居住性向上のための減揺タンクと、潜水艦に対する訓練支援用の水中通話機が装備されている。

## 艦歴
「えんしゅう」は、中期防衛力整備計画に基づく平成17年度計画980トン型多用途支援艦4305号艦として、ユニバーサル造船京浜事業所で2006年12月19日に起工され、2007年8月9日に進水、2008年2月20日に就役し、横須賀地方隊に編入された。
2009年6月、除籍後に標的艦として処分される事になった旧「たちかぜ」を八丈島南東海域まで曳航した。
2011年3月11日、発生した東日本大震災の災害派遣に参加。
2017年4月3日、地方隊の部隊改編により、横須賀地方隊直轄から横須賀警備隊隷下に編成替え。
同年6月17日から6月18日、伊豆半島沖でコンテナ船と衝突したアメリカ海軍第7艦隊横須賀基地所属の駆逐艦「フィッツジェラルド」の乗員捜索に参加。6月20日、アメリカ海軍作戦部長、第7艦隊司令官、在日米軍司令官が海上幕僚長などを通して一連の対応と支援に対し感謝の意を述べた。
2018年7月24日から26日にかけて横須賀港並びに房総半島沖の海空域及び伊豆半島沖の空域において実施される日本主催拡散に対する安全保障構想(PSI)海上阻止訓練 「パシフィック・シールド１８」に参加した。

## 歴代艦長
| 代 | 氏名     | 在任期間 | 前職 | 後職 | 備考    |
| -- | -------- | -------- | ---- | ---- | ------- |
|    | 藤本公春 |          |      |      | 3等海佐 |
|    | 佐藤秀通 |          |      |      | 3等海佐 |

## ギャラリー

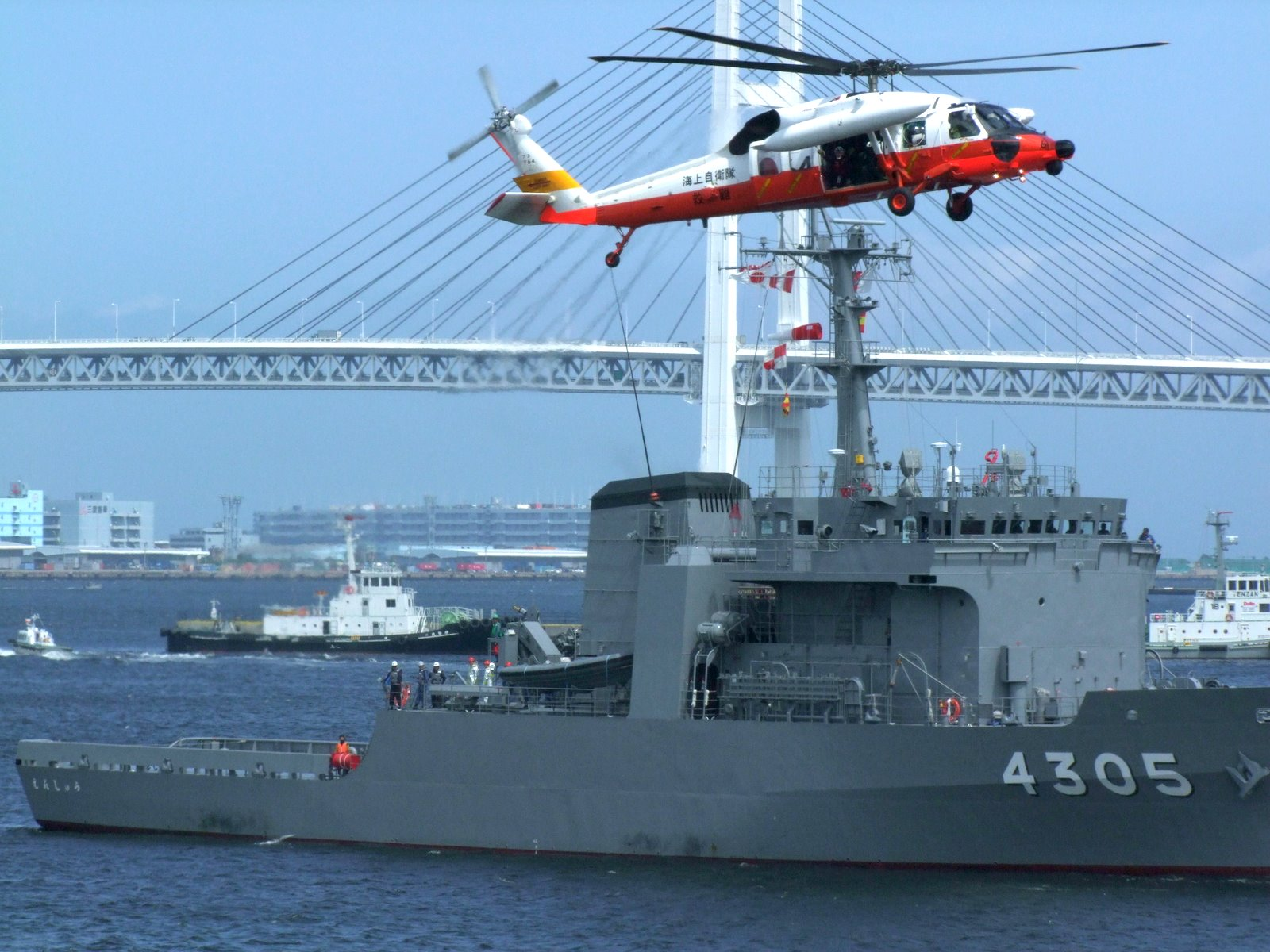
横浜港にて
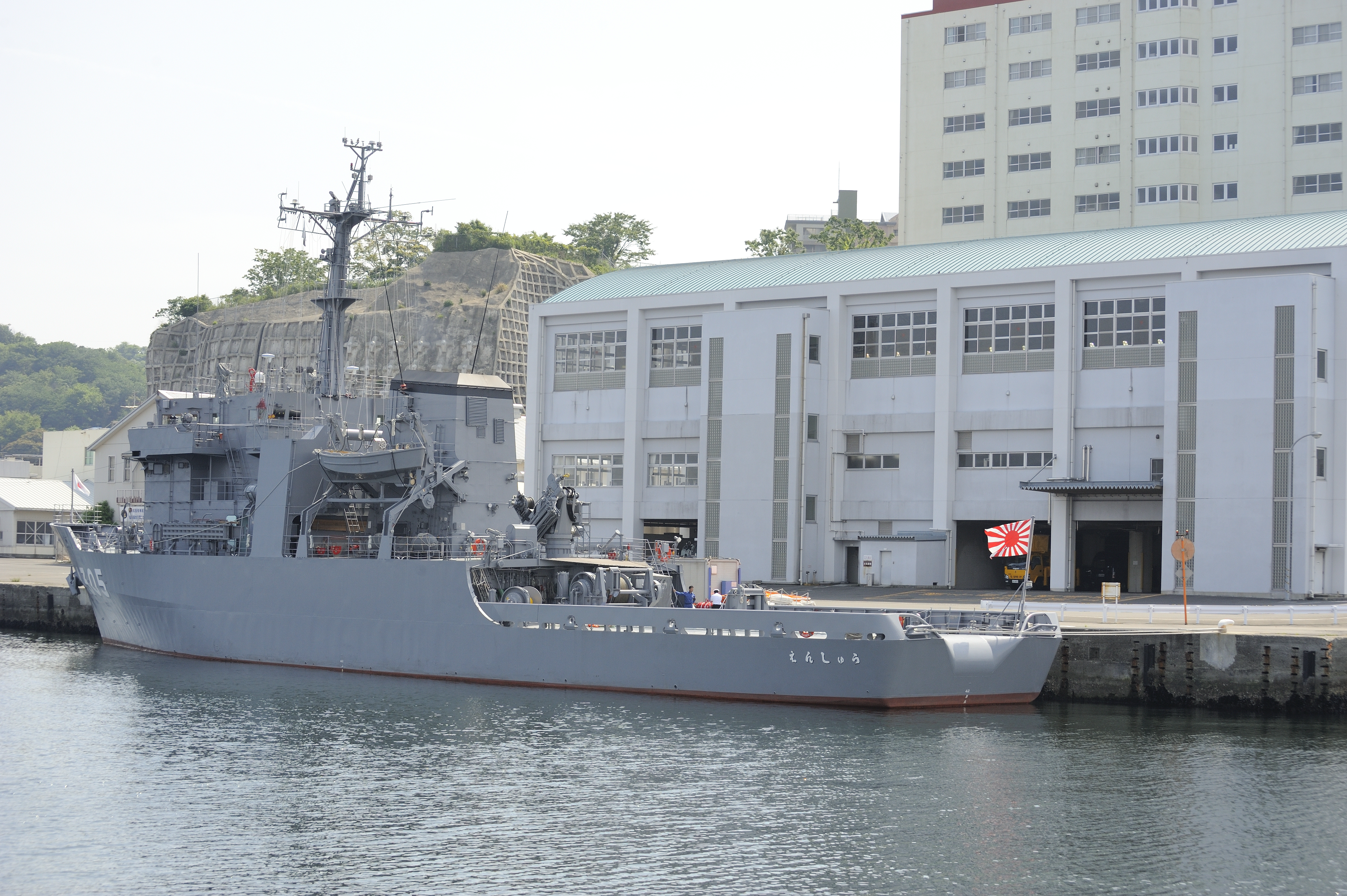
横須賀港にて
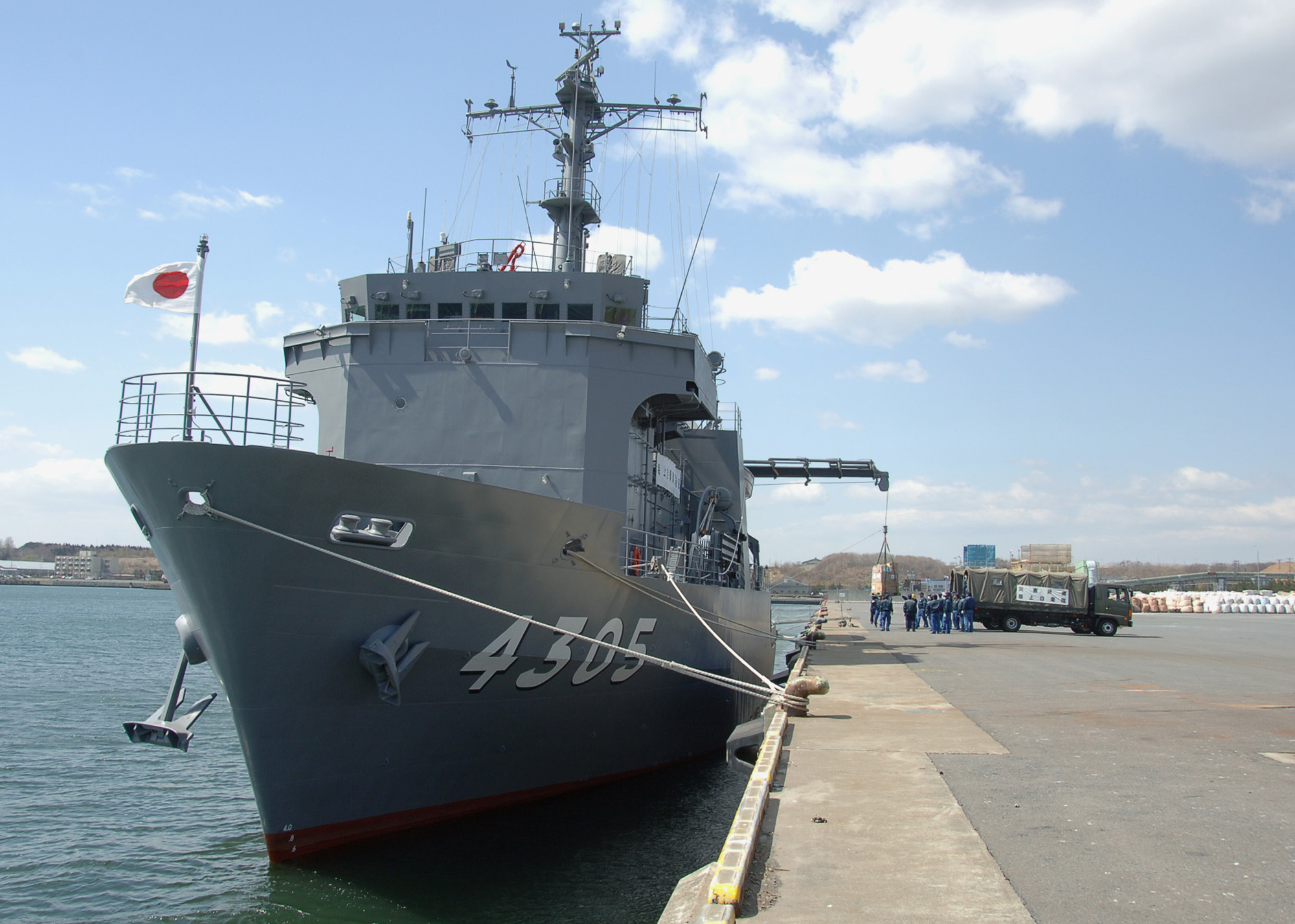
港に停船中の「えんしゅう」